# Branco (scout)
Il branco è nello scautismo quell'unità che riunisce bambini e bambine chiamati rispettivamente lupetti e lupette. Nella maggior parte delle associazioni essi hanno tra gli 8 e gli 11-12 anni (quindi orientativamente dalla terza elementare alla prima media), in alcuni casi la fascia d'età è abbassata dai 5 ai 10 anni.
Generalmente si tratta del primo livello di ingresso nel mondo dello scautismo, perlomeno in tutte quelle associazioni dove non esistono i castorini.

## Organizzazione
In tutto il mondo si contano circa 13 milioni di cub scouts aderenti all'Organizzazione mondiale del movimento scout, suddivisi in un numero imprecisato di branchi ("pack" in inglese). A questa cifra però vanno aggiunti tutti i lupetti e le lupette iscritti all'Associazione mondiale guide ed esploratrici (il cui numero non è noto) ed i soci delle organizzazioni scout non riconosciute.

### In Italia
Nell'AGESCI il branco è inquadrato nella branca lupetti e coccinelle, solitamente abbreviata in L/C; nella FSE fa parte solo della branca lupetti, vale a dire la prima fascia d'età della sezione maschile dell'associazione; nel CNGEI sono presenti branchi sempre misti e si parla pertanto di branca L.

## Struttura
Ogni branco è diviso in piccoli gruppi misti (se il branco è misto) di 6-8 bambini/e ciascuno, chiamati, a seconda dell'associazione di appartenenza, sestiglie (dalla terminologia inglese "six") oppure mute, nome più aderente all'ambientazione fantastica. Essa prende il nome da uno dei possibili colori che può assumere il pelo del lupo, ovvero: bianchi, neri, rossi, fulvi, grigi, pezzati, bruni.
Ogni sestiglia/muta ha un proprio capo e può avere un vice capo, scelti fra i lupetti più anziani e con più esperienza scout. Bisogna però precisare che esse esistono soprattutto per motivi pratici e logistici, cioè per avere delle squadre di gioco già pronte e non hanno quindi la stessa funzione di fondamento che hanno le pattuglie/squadriglie nel reparto, infatti la loro composizione può essere rimescolata fino a tre volte nel corso di un anno scout. Questo perché la struttura di riferimento per il lupetto è il branco stesso. I ruoli di capo e vice, comunque, sono molto utili per responsabilizzare i ragazzi più grandi ad aiutare i più piccoli.
I capi adulti del branco vengono chiamati Vecchi lupi (spesso abbreviato in VVLL) e portano tutti il nome di uno dei personaggi positivi del Libro della Giungla di Rudyard Kipling. Da questo romanzo sono estrapolati i racconti dell'"Ambiente Fantastico Giungla" e basandosi su di esso vengono ambientate quasi tutte le attività (chiamate "cacce") e la terminologia usata nel linguaggio di ogni giorno: ad esempio la sede viene chiamata "tana", gli impegni presi dai bambini si chiamano "prede" ecc.

## Simbolo
A seconda dell'associazione di appartenenza, un branco può avere uno o più simboli caratterizzanti. Il più antico, descritto dal fondatore dello scautismo Robert Baden-Powell nel suo Manuale dei lupetti, è il totem, costituito da un bastone che reca in cima una testa di lupo oppure un lupo scolpito, tipicamente in legno. In alcune associazioni, invece, al suo posto esiste il guidone di branco ovvero un bastone tipo alpenstock con legata in cima una bandierina degli stessi colori del fazzolettone di gruppo, su cui è cucita una testa di lupo ed il motto dei lupetti.

## Consiglio della rupe
In alcune associazioni esiste il consiglio della rupe (o "rupe del consiglio", per metonimia, che indica il luogo dove si svolge il consiglio) un momento di discussione e verifica di attività svolte o di presa di decisioni importanti che coinvolgono tutto il Branco.
Si accorre al canto "Attorno alla rupe", si sta seduti in cerchio in uniforme completa, al centro del quale può essere collocato il totem.
Coloro che non hanno ancora fatto la promessa (i cuccioli) possono partecipare ma non possono parlare ed intervenire.

## Consiglio di Akela/Consiglio degli anziani
Il consiglio di Akela, familiarmente detto CdA, è la riunione dei lupetti più grandi con i vecchi lupi. In AGESCI si tratta di quelli all'ultimo anno, siano essi capi sestiglia o meno, mentre nel CNGEI è formato dai capi e vice capi muta, ma possono esservi invitati anche i lupetti dell'ultimo anno. Esso si ritrova periodicamente per sviluppare attività adatte ai ragazzi della fascia d'età più alta o anche per lanciare attività speciali da proporre a tutto il branco.
Se nello stesso gruppo scout è presente anche un cerchio di coccinelle, il consiglio di Akela si riunisce insieme all'omologo consiglio dell'arcobaleno per formare il consiglio degli anziani.

## Attività
Nel corso dell'anno scout, che coincide all'incirca con l'anno scolastico, con il branco si svolgono attività pressoché settimanali. Ci può essere la riunione in tana, l'uscita di mezza giornata all'aria aperta oppure la caccia di due giorni ovvero con un pernottamento fuori casa. Come previsto dal metodo scout specifico per questa fascia d'età, durante le attività sono preponderanti i giochi educativi, i giochi di squadra e i lavori di abilità manuale.
Alla fine dell'anno scout, cioè in estate, si fanno le vacanze di branco (abbreviato in VdB), a volte impropriamente chiamate "campo estivo", prendendo in prestito la terminologia del reparto. Le VdB normalmente durano dai 7 ai 10 giorni e non si svolgono in tenda, ma in accantonamento.